# Góra Kalwaria (gmina)
Pour les articles homonymes, voir Góra Kalwaria (homonymie).
Góra Kalwaria  est une gmina urbaine-rurale (gmina miejsko-wiejska) ou mixte de la powiat de Piaseczno, dans la Voïvodie de Mazovie, dans le centre-est de la Pologne.

## Histoire
De 1975 à 1998, la gmina est attachée administrativement à la voïvodie de Varsovie.

Depuis 1999, elle fait partie de la voïvodie de Mazovie.

## Géographie
Son siège administratif (chef-lieu) est la ville de Góra Kalwaria qui se situe environ 18 kilomètres au sud-est de Piaseczno (siège de la powiat) et 31 kilomètres au sud-est de Varsovie (capitale de la Pologne).
Outre la ville de Góra Kalwaria, la gmina inclut les villages et localités de :

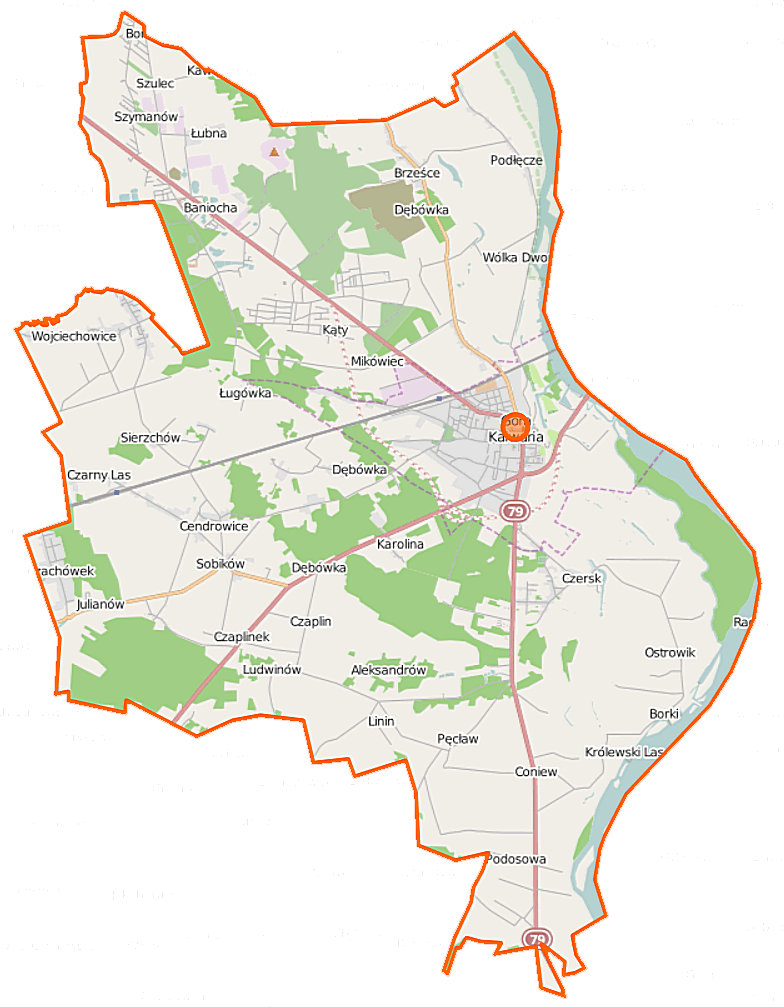
Plan de la gmina

- Aleksandrów
- Baniocha
- Borki
- Brześce
- Brzumin
- Buczynów
- Cendrowice
- Coniew
- Czachówek
- Czaplin
- Czaplinek
- Czarny Las
- Czersk
- Dębówka
- Dobiesz
- Julianów
- Karolina
- Kąty
- Kępa Radwankowska
- Królewski Las
- Krzaki Czaplinkowskie
- Linin
- Łubna
- Ługówka
- Mikówiec
- Moczydłów
- Obręb
- Ostrówik
- Pęcław
- Podgóra
- Podłęcze
- Podosowa
- Potycz
- Sierzchów
- Sobików
- Solec
- Szymanów
- Tomice
- Wincentów
- Wojciechowice
- Wólka Dworska
- Wólka Załęska

### Gminy voisines
La gmina de Góra Kalwaria est voisine des gminy suivantes :
- Chynów
- Karczew
- Konstancin-Jeziorna
- Piaseczno
- Prażmów
- Sobienie-Jeziory
- Warka

## Population
La gmina couvre une superficie de 145,11 km2 pour une population de 24 035 habitants en 2006 avec une population de 11 130 habitants pour la ville de Góra Kalwaria et une population de la partie rurale de la gmina de 12 905 habitants.

## Structure du terrain
D'après les données de 2002, la superficie de la commune de Piaseczno est de 144,11 km2, répartis comme tel :
- terres agricoles : 61%
- forêts : 19%

La commune représente 28,63% de la superficie du powiat.

## Démographie
Données du 30 juin 2004 :
| Description        | Total  | Total | Femmes | Femmes | Hommes | Hommes |
| ------------------ | ------ | ----- | ------ | ------ | ------ | ------ |
| Unité              | Nombre | %     | Nombre | %      | Nombre | %      |
| Population         | 23 824 | 100   | 12 327 | 51,7   | 11 497 | 48,3   |
| Densité (hab./km²) | 164,2  | 164,2 | 84,9   | 84,9   | 79,2   | 79,2   |